# Carl Magnus von der Pahlen

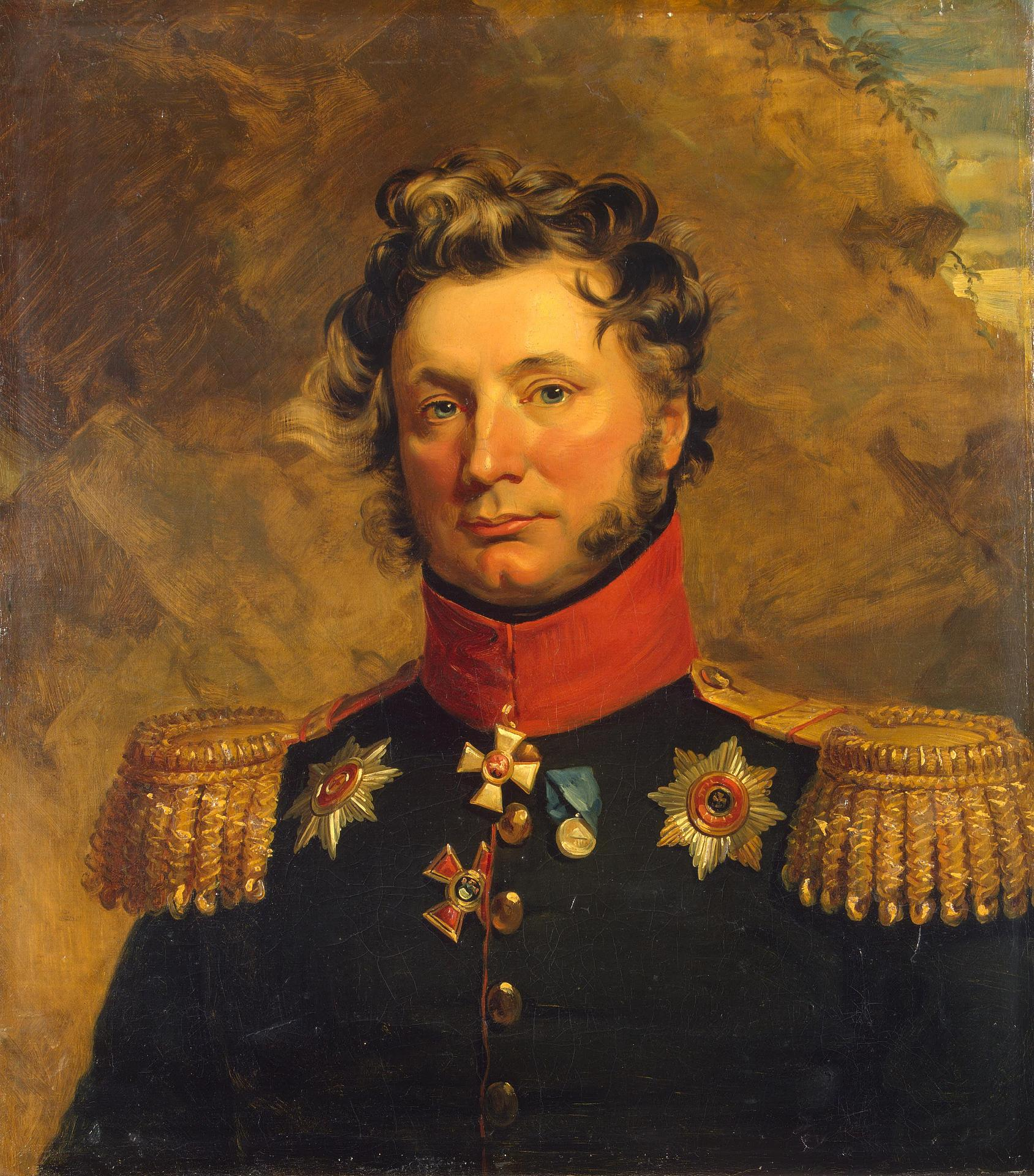
Carl Magnus von der Pahlen.

Carl Magnus von der Pahlen (eller Matvej Ivanovitj Pahlen, ryska Матвей Иванович Пален), född den 19 februari 1779, död den 20 maj 1863, var en rysk baron, brorson till Peter Ludwig von der Pahlen.
von der Pahlen deltog i Alexander I:s krig mot Napoleon, Sverige och Turkiet, men ägnade sig även åt den civila förvaltningen. År 1830 blev han generallöjtnant och generalguvernör i östersjöprovinserna samt höll 1831 den polska upprorsrörelsen borta från Kurland, men entledigades 1845 till följd av sin obenägenhet att medverka vid de baltiska provinsernas förryskning.